# Хаясі Радзан
Хаясі Радзан (林羅山, はやしらざん; 1583 — 7 березня 1657) — японський мислитель, законодавець і поет раннього періоду Едо. Був неоконфуціанцем, представником школи чжусіанства, засновником роду конфуціанських вчених Хаясі. Служив першим чотирьом сьоґунам сьоґунату Токуґава, був автором офіційної нео-конфуціанської доктрини поділу на стани і одним із ідеологів конфуціанського державного синто. Автор ідеї Трьох найкращих краєвидів Японії. Справжнє ім'я — Хаясі Нобукацу (яп. 信勝, のぶかつ), чернече ім'я — Досюн (яп. 道春, どうしゅん).

## Біографія

### Молоді роки
Радзан народився 1583 року в Кіото в родині Хаясі Нобутокі. Батько походив з дрібних самураїв провінції Каґа, але після втрати маєтку оселився в Кіото, де зайнявся торгівлею. Мати була родом з самурайського роду Танака.
В ранньому дитинстві Радзана віддали до сім'ї його дядька Хаясі Йосікацу як названого сина. Хлопець змалечку проявляв чималий інтерес до навчання і мав талант до наук, але був слабкий здоров'ям. У 1593 році, у віці 13 років, Радзан пройшов церемонію повноліття і вступив до столичного монастиря Кенніндзі, де під керівництвом наставника Кокан Дзікея (古澗慈稽) вивчав дзен-буддизм, конфуціанство і китайську поезію. У 1597 році, у віці 15 років, юнак відмовився від постригу і полишив обитель.
З 1600 року 18-річний Радзан читав лекції з конфуціанства на міських базарах столичного регіону, але робив це нелегально бо не мав дозволу Імператорського двору на та таку діяльність. В цей час він захопився «Збіркою коментарів до Чотирикнижжям» (四書集註) китайського філософа Чжу Сі і став самотужки опановувати нео-конфуціанство.

### Учень Фудзівари

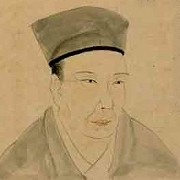
Фудзівара Сейка — наставник Радзана і його промоутер.

У 1604 році Радзан зустрівся з аристократом Фудзіварою Сейкою, одним з перших японських мислителів-конфуціанців і коментаторів. Фудзівара був незадоволений буддистською філософією і зачитувався роботами Чжу Сі. У своїх творах він робив наголос на ролі особи у суспільстві, яке у свою чергу природним чином вибудовувалося у конкретну ієрархічну систему чотирьох класів: мужів-управлінців, селян, ремісників і купців. Фудзівара зробив Радзана своїм учнем і в 1605 році привів на аудієнцію до сьоґуна Токуґави Ієясу в столичному замку Нідзьо. Останній прихильно поставився до молодого хлопця і був вражений широтою його знань.
У 1606 році Радзан брав участь в публічному диспуті з братом-єзуїтом японського походження Фабіаном. Тема дебатів стосувалася будови всесвіту. Радзан заперечував геліоцентричну теорію Коперника та тезу, що Земля кругла, доводячи вірність геоцентричної теорії та тези про квадратність Землі. Через недостатню обізнаність Фабіана, який займав одну з найнижчих ступенів в Товаристві Ісуса, та підтримку Радзана урядовцями, що були присутні на диспуті, перемога була присуджена конфуціанцеві.
Наприкінці того ж року Радзан брав участь в диспуті з поетом Мацунаґою Тейтоку, представником течії Фудзю-фусе нітіренівського буддизму. На цих дебатах конфуціанець також здобув перемогу.

### Бібліотекар і лектор
У 1607 році Токуґава Іеясу прийняв 25-річного Радзана на службу управителем своєї бібліотеки в замку Сумпу, але попередньо змусив його вчинити принизливий, як для конфуціанця, чернечий постриг і прийняти буддистське ім'я Досюн. Цінуючи таланти цього бібліотекаря, Ієясу поставив його лектором свого сина Токуґави Хідетади, 2-го сьоґуна сьоґунату Токуґава.
Радзана швидко помітили сьоґунські радники — монахи Суден та Тенкай. Вбачаючи у ньому конкурента вони гальмували його активність. Втім цивільні васали сьоґуна допомагали Радзану і в 1610 році йому було доручено дипломатичну переписку з китайською династією Мін. У 1614 році конфуціанець взяв участь в інциденті з написами дзвону монастиря Хокодзі, який спричинив Осацьку кампанію Токуґави Ієясу проти Тойотомі Хідейорі.
У 1616 році Ієясу помер, а його бібліотека була розформована. Радзан став васалом сьоґуна Токуґави Хідетади, але той не давав йому офіційних доручень. Конфуціанець тривалий час перебував у Кіото, де приватно читав лекції різним володарям. Нарешті у 1618 році Радзану була виділена земля під садибу в місті Едо, резиденції сьоґунів, куди він перебрався у 38-річному віці.

### Наставник і політик

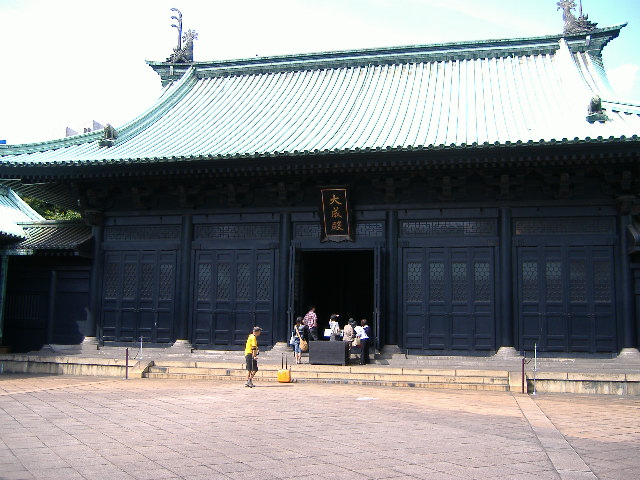
Собор Юсіма — колишня урядова Академія Сьохейдзака і конфуціанський храм, що виникли на базі приватної школи Радзана.

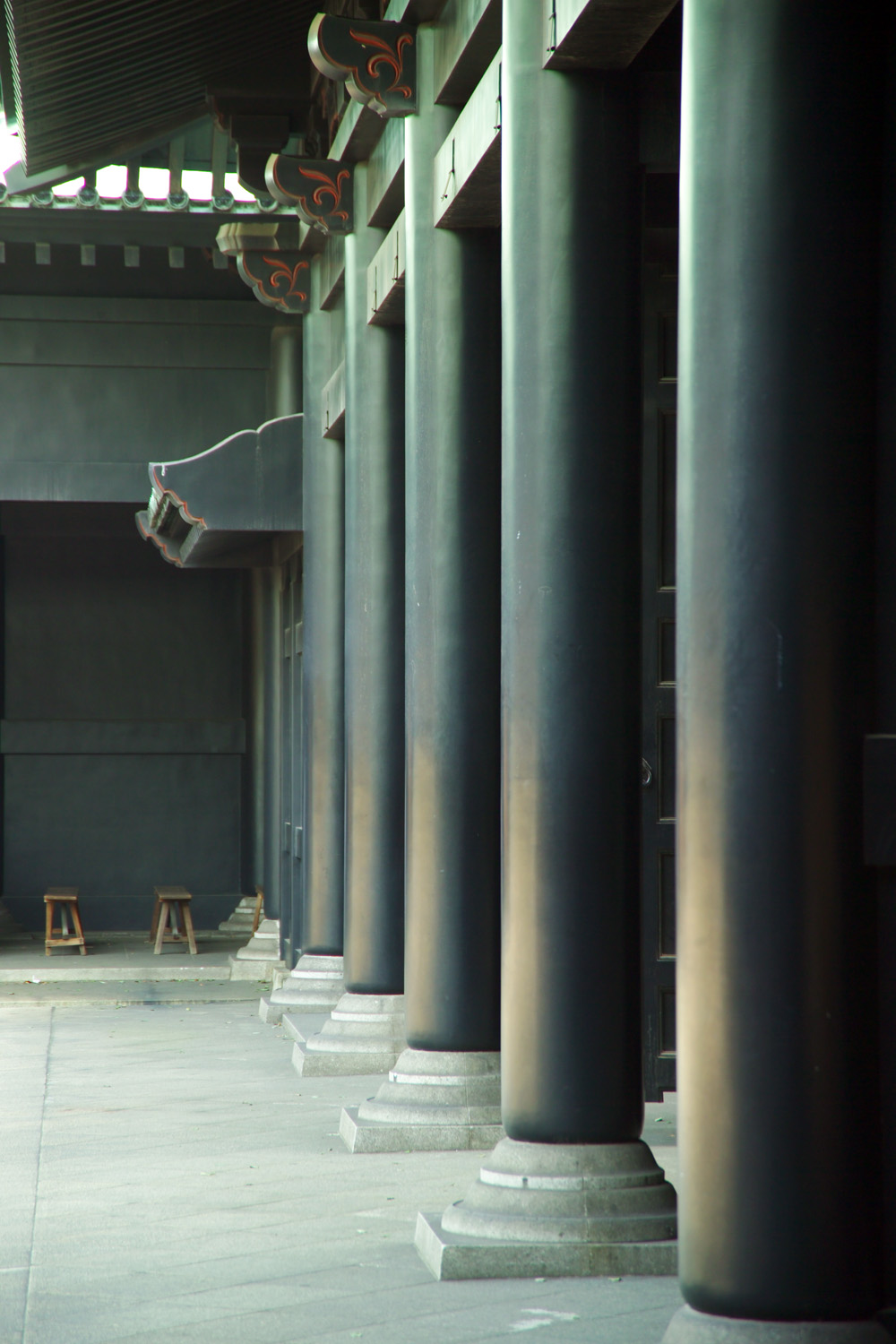
Колонада Собору Юсіма.

1624 року Радзана було призначено викладачем 3-го сьоґуна Токуґави Ієміцу. Відтоді вчений став впливати на державні справи і перетворився на одну з ключових фігур японського політикуму. У 1630 році 48-річний Радзан отримав буддистський ранг «Наставника Закону» (法師), який був наступним в соціальній ієрархії сьоґунату після статусу регіональних володарів даймьо. Сьоґунат виділив для нього велику земельну ділянку в місцевості Уено Сінобуґаока площею близько 17 км² і 200 золотих для приватної школи. Радзан звів цю школу в 1632 році за сприяння сьоґунського брата Токуґави Йосінао і назвав її Сенсейден (先聖殿). Вона була не лише освітнім закладом, але й єдиним конфуціанським храмом у Східній Японії. З 1797 року ця школа була перетворена на урядову Академію Сьохейдзака, одну з складових майбутнього Токійського університету.
Окрім приватного викладання конфуціанського канону Радзан активно займався державними справами, закладаючи ідеологічні та інституційні основи сьоґунату. В 1635 році він редагував «Закони для військових домів», в яких закріпив положення про почергові відрядження регіональних володарів до Едо, що посилювало контроль центральної влади над регіонами, а в 1636 році брав участь в упорядкуванні церемоній паломництва до Святилища Ісе. З 1641 року вчений випустив ряд генеалогічних праць: «Генеалогічні записи домів року Кан'ей», «Генеалогія японських богів та імператорів», «Генеалогія дому камакурських сьоґунів», «Генеалогія дому кіотських сьоґунів», «Генеалогія Оди Нобунаґи», «Генеалогія Тойотомі Хідейосі». У 1644 році Радзану було доручено укладання і коректування праць з історії Японії.
Незважаючи на невисоку платню, що становила 917 коку рису на рік, Радзан користувався великим авторитетом при Імператорському і сьоґунському дворах. Він мав черенечий титул «Око Закону» (法眼, хоґен) і титул-посаду «Голова Імператорської академії» (大学頭, дайґаку но камі). За порадою Радзана визначали назву наступного девізу імператорського правління та ім'я майбутнього сьоґуна Токуґави Ієцуни. Останньому вчений служив з 1651 року аж до свої смерті.
2 — 4 березня 1657 року під час Великої пожежі року Мейрекі в місті Едо згоріла приватна садиба Радзана та ввірена йому сьоґунатівська бібліотека. Вчений врятувався у своєму маєтку в Уено, але не перенісши втрати книг захворів. Через три дні Радзан помер у віці 74 років. Його нащадки укріпили провідні позиції роду Хаясі в системі влади як урядові конфуціанці.

### Погляди
Ранній Радзан захоплювався неокофуціанством, але знаходився під сильним впливом даосизму, зокрема моністичного вчення про «раціональність» (理, рі) як основного принципу для пояснення буття. На рубежі 1620-х років вчений перейшов на позиції чжусіанського дуалізму, за яким усі речі складаються з «енергії» (気, кі) і «раціональності» (理, рі), при чому остання контролює першу. Згідно з уявленнями Радзана універсальна «раціональність» у світі людей виступає як мораль та порядок. У суспільстві проявом порядку була суспільна ієрархія, поділ на стани і класи, дотримання якої забезпечував сьоґунат. Серед релігій присутність «раціональності» вчений визнавав лише у конфуціанстві і синтоїзмі. Він виступав за синкретизм цих вчень і заперечував буддизм та християнство.
Радзан цікавився не лише чжусіанством. Він адаптував до прочитання японською мовою китайську конфуціанську класику «П'ятикнижжя», твори з військового мистецтва, роботи «Лао-цзи», «Чжуан-цзи», коментував твори японської літератури, перекладав китайські народні повісті. Головними роботами Радзана є «Записи про збірку коментарів до Чотирикнижжя» (四書集註抄), «Простомовне пояснення значень знаків „натура“ і „раціональність“» (性理字義諺解), «Записи конфуціанських ідей» (儒門思問録) та  «Популярне пояснення еклектики таїнств синто» (神道秘伝折中俗解).